# Matilde Salvador
Matilde Salvador i Segarra (Castellón da Plana, 1918 - Valência, 5 de Outubro de 2007) foi uma compositora e pintora valenciana. Foi uma das figuras mais representativas da música e a cultura da  Comunidade Valenciana, e, entre outros prémios, recebeu a medalha da Universidade de Valência no ano 2001. Destacou-se também pelo seu firme compromisso com a língua e cultura catalãs e as liberdades nacionais da Comunidade Valenciana.

## Biografia
Filha do violinista Josep Salvador i Ferrer e irmã da violinista Josefina Salvador. Estudou com o seu pai, sua tia Joaquima Segarra, pianista de renome, e posteriormente com o compositor Vicente Asencio (1908-1979), que mais tarde seria seu marido.
Como compositora destacou-se no âmbito da canção, no que musicou poemas de Bernat Artola Tomás, Xavier Casp, Salvador Espriu, Miquel Costa i Llobera, etc., dando provas de uma notável inspiração melódica.
Entre a sua produção sinfónica destacam os ballet O segoviano esquivo (1953) e O sortilegio da lua, de 1954. Também é autora das óperas A filla do Rei Barbut (1943, estreada em Castellón da Plana), baseada em Tombatossals de Josep Pasqual Atirado, e Vinatea, que recreia um episódio da Crónica de Pedro o Ceremonioso, com texto de Xavier Casp. Esta última é a única ópera estreada por uma mulher no Grande Teatro do Liceo de Barcelona; a estreia teve lugar no ano 1974.
Compôs também música religiosa como Missa de Lledó, em honra à Mare de Déu do Lledó, patroa da cidade de Castellón de Plana, e a Missa de Perot, bem como cantata Lhes Hores.
Desenvolveu uma relação afectiva especial com a cultura do Alguer tendo dedicado diversas obras a esta cidade sarda de fala catalã.
Tanto Matilde Salvador como o seu marido seguem no princípio a linha estética do último Manuel de Falha, isto é, o neoclassicismo do Retablo de Maese Pedro e o Concerto para clavecín, influência que é particularmente evidente, no caso de M. Salvador, em sua ópera A filla do Rei Barbut. Apesar de existir uma comunidade estética, cada membro do casal teve sua linha pessoal.
Também se destacou como pintora, trabalhando num estilo naive muito pessoal.

## Citas
- "A condição de ser mulher e ter nascido em Castellón têm marcado a minha vida e minha obra. Não se compreende a minha produção musical e pictórica sem estes laços".[1]

## Obras

### Piano
- 1935 Sinos
- 1937 Dança da lua. (de Romance da lua) (Fora de catálogo)
- 1937 Dança do menino olhando à lua. (de Romance da lua) (Fora de catálogo)
- 1946 Planyívola (Fora de catálogo)
- 1948 Sonatina
- 1954 Judas (Fora de catálogo)

### Vocal
- 1935 Canção de entardecer, para voz e piano. (de Set cançons) (Fora de catálogo)
- 1935 Contam que a rosa, para voz e piano. (de Set cançons) (Fora de catálogo)
- 1935 Nana, para voz e piano. (de Vuit cançons) (Fora de catálogo)
- 1936 O amor e o lume para voz e piano. (de Set cançons) (Fora de catálogo)
- 1937 Três cançons valencianes, para voz e piano, (Existe em versão orquestral realizada por Vicente Asencio)
  - Cançó alegre
  - Cançó de recança
  - Cançò d’amor (Fora de catálogo)
- 1939 Alba lírica, ciclo de canções para voz e piano (1936-1939) (Da segunda e a terça existe versão para voz e guitarra)
  - Canção, Pranto
  - Canção de berço
  - Nostalgia
  - Cantar de apaixonada
  - Alamillos verdes
- 1939 Como essa água, para voz e piano. (de Set cançons) (Fora de catálogo)
- 1939 Dos álamos venho, para voz e piano. (de Tonadas antigas) (Fora de catálogo)
- 1939 Seis canções espanholas, ciclo de canções para voz e piano (da número 4 existe versão para violino e piano, e da número 6 versão para voz e orquestra)
  - Castelhana
  - Galega
  - Asturiana
  - Andaluza
  - Zamorana
  - Valenciana
- 1940 Adeus!, para voz e piano. (de Set cançons) (Fora de catálogo)
- 1940 Caminhante, para voz e piano. (de Set cançons) (Fora de catálogo)
- 1942 O pai Lucas, para voz e piano. (de Set cançons) (Fora de catálogo)
- 1942 Set cançons, ciclo para voz e piano (1935-1942), títulos já indicados em seu ano de composição (Fora de catálogo)
- 1943 Uma veu, para voz e piano (Fora de catálogo)
- 1945 Ai! Que não n’era, para voz e piano. (de Tonadas antigas) (Fora de catálogo)
- 1945 Bona nit!, para voz e piano (de Planys, cançons i uma nadala)
- 1945 Cançó alegre, para voz e piano (de Planys, cançons i uma nadala)
- 1945 Cançó fetillera, para voz e piano (de Planys, cançons i uma nadala)
- 1945 Tonadas antigas, ciclo de três canções para voz e piano, títulos já indicados em seu ano de composição (Fora de catálogo)
- 1945 Três morillas, para voz e piano (de Tonadas antigas) (Fora de catálogo) (Existe versão para coro a quatro vozes mistas)
- 1946 Balada para voz e piano (de Homenagem à poesia feminina de América); existe versão para voz e orquestra
- 1946 Canção de vela para voz e piano; existe versão para voz e orquestra
- 1946 A loba, para voz e piano (de Homenagem à poesia feminina de América); existe versão para voz e orquestra (de Três nanas)
- 1946 A senhora lua, para voz e piano (de Homenagem à poesia feminina de América); existe versão para voz e orquestra (de Três nanas)
- 1946 Pelos caminitos, para voz e piano (de Homenagem à poesia feminina de América); existe versão para voz e orquestra (de Três nanas)
- 1947 Recança, para voz e piano (de Planys, cançons i uma nadala)
- 1947 Três nanas, para voz e piano; títulos já indicados em seu ano de composição
- 1947 Cancioncilla, para voz e piano (de Cancionero da apaixonada); existe versão para voz e orquestra
- 1947 Morena chama-me, para voz e guitarra (de Endechas e cantares de Sepharad); existe versão para voz e piano
- 1948 Arietas de Primavera ciclo de canções para voz e piano
- 1948 Baladilla do pastor para voz e piano; para voz e orquestra
- 1948 Canções de nana e desvelo ciclo para voz e piano
  - Desvelo ante o água; existe versão para voz e orquestra e para voz e guitarra
  - Desvelo da mãe; existe versão para voz e orquestra
  - Desvelo do mar; existe versão para voz e orquestra
  - Nana da Virgen; existe versão para voz e orquestra
  - Nana do mar; existe versão para voz e orquestra e para voz e guitarra
  - Nana do sonho; existe versão para voz e orquestra
- 1948 O rio feliz para voz e piano (de Arietas de Primavera); existe versão para voz e orquestra e para voz e guitarra
- 1948 Pressentimento para voz e piano (de Cancionero da apaixonada); existe versão para voz e orquestra
- 1948 Clam para voz e piano (Fora de catálogo)
- 1948 Tu entre os lirios para voz e piano e para voz e orquestra
- 1948 Villancico do pescador de truchas, para voz e piano e para voz e orquestra
- 1949 Asa do silenci, para voz e piano (de Ares de cançó)
- 1950 Três canções marineras, para voz e piano
  - Coplilla do marinheiro
  - O milagre
  - Eu no fundo do mar (de Homenagem à poesia feminina de América); existe versão para voz e orquestra
- 1951 Dá-me a mão, para voz e piano (de Homenagem à poesia feminina de América)
- 1951 O caçador, para voz e piano (de Homenagem à poesia feminina de América)
- 1951 A barca milagrosa, para voz e piano (de Homenagem à poesia feminina de América)
- 1951 Maio, para voz e piano (de Homenagem à poesia feminina de América)
- 1951 Segurança, para voz e piano (Fora de catálogo)
- 1951 Vida-garfio, para voz e piano (de Homenagem à poesia feminina de América)
- 1952 Em onde tecemos a rodada, para voz e piano (de Homenagem à poesia feminina de América)
- 1952 Estío seco, para voz e piano
- 1954 O divino amor, para voz e piano (de Homenagem à poesia feminina de América)
- 1955 Cancionero da apaixonada, ciclo de canções para voz e piano (1947-1955) (dos números 1 e 4 existe versão para voz e orquestra )
  - Pressentimento
  - Rapto
  - Nostalgia
  - Cancioncilla
- 1955 Tonadilla e dança sefardí, para voz, piano e tabal (Fora de catálogo)
- 1955 Villancico, para voz e piano (Fora de catálogo)
- 1956 Homenagem à poesia feminina de América, ciclo de treze canções (1946-1956); títulos indicados no ano de composição com as versões, se é necessário
- 1956 Vidalita e dança criolla, para voz e piano (Fora de catálogo)
- 1956 Uma enredadera, para voz e piano (de Homenagem à poesia feminina de América)
- 1958 Eu em ti, para voz e piano (de Canções sobre poetas orensanos)
- 1960 Endecha, para voz e guitarra (de Endechas e cantares de Sepharad); há versão para voz e piano
- 1960 Eu me levantí uma segunda-feira, para voz e guitarra (de Endechas e cantares de Sepharad); há versão para voz e piano
- 1963 À vora, voreta, para voz e piano (de Ares de cançó)
- 1963 Abans, amor, para voz e piano (de Ares de cançó)
- 1963 Ara que vens, para voz e piano (de Quatre cançons)
- 1963 Jo faria, para voz e piano (de Ares de cançó)
- 1963 Juguem a jogar, para voz e piano (de Ares de cançó)
- 1963 Per a meu a nit, Senyor, para voz e piano (de Quatre cançons)
- 1963 Se algum dia vols cantar, para voz e piano (de Ares de cançó); existe versão para voz e orquestra
- 1964 Ares de cançó ciclo de canções para voz e piano (1949-1964); títulos indicados no ano de composição
- 1964 Blava rosa para voz e piano (de Ares de cançó)
- 1964 Cançó do xocorroc, para voz e piano (de Planys, cançons i uma nadala)
- 1964 Cançoneta d’abril, para voz e piano (de Planys, cançons i uma nadala)
- 1964 Els ulls, para voz e piano (de Quatre cançons)
- 1964 Eriçó, para voz e piano (de Planys, cançons i uma nadala)
- 1964 Escampadissa, para voz e piano (de Quatre cançons)
- 1964 Jocs d’aigua, para voz e piano (de Planys, cançons i uma nadala)
- 1964 Maror, para voz e piano (de Planys, cançons i uma nadala)
- 1964 Nadala, para voz e piano (de Planys, cançons i uma nadala)
- 1964 Planys, cançons i uma nadala, ciclo de canções (1945-1964) para voz e piano, títulos indicados no ano de composição
- 1964 Perfum, para voz e piano (Fora de catálogo)
- 1964 Quatre cançons ciclo de canções para voz e piano, títulos indicados no ano de composição
- 1964 Recer, para voz e piano (Fora de catálogo)
- 1966 Cantiga antiga, para voz e piano (de Canções sobre poetas orensanos)
- 1966 Canções sobre poetas orensanos ciclo de duas canções (1958-1966) para voz e piano, títulos indicados no ano de composição
- 1967 Canção do domingo, para voz e piano (de Canções infantis)
- 1967 Canção do xilofón, para voz e piano (de Canções infantis)
- 1967 Elefante perdido para voz e piano (de Canções infantis); existe versão para voz solista, coro de vozes brancas, celesta, jogo de timbres e piano: também há versão para coro de vozes iguais e para coro de duas vozes infantis
- 1967 O ciempies descalzo, para voz e piano (de Canções infantis); existe versão para voz solista, coro de vozes brancas, celesta, jogo de timbres e piano: também há versão para coro de vozes iguais
- 1967 O grillo, para voz e piano (de Canções infantis); existe versão para voz solista, coro de vozes brancas, celesta, jogo de timbres e piano: também há versão para coro de vozes iguais
- 1967 A ponte, para voz e piano (de Canções infantis); existe versão para voz solista, coro de vozes brancas, celesta, jogo de timbres e piano: também há versão para coro de vozes iguais
- 1967 O sapo cantor, para voz e piano (de Canções infantis); há versão para coro de três vozes iguais
- 1967 A gallina presumida, para voz e piano (de Canções infantis); há versão para coro de três vozes iguais
- 1967 Sirenita, para voz e piano (de Canções infantis); existe versão para voz solista, coro de vozes brancas, celesta, jogo de timbres e piano
- 1969 À uma, para voz e guitarra (de Endechas e cantares de Sepharad)
- 1970 1970 Avrideme, galanica, para voz e guitarra (de Endechas e cantares de Sepharad)
- 1971 Arvolicos d’almendra, para voz e guitarra (de Endechas e cantares de Sepharad)
- 1971 Nana do osito, para voz e piano (de Canções infantis); há versão para coro de três vozes iguais
- 1971 Canções infantis, ciclo para voz e piano (1967-1971); títulos indicados em seu ano de composição
- 1971 Os bilbilicos, para voz e guitarra (de Endechas e cantares de Sepharad)
- 1972 Mulheres de Jerusalem, para voz e conjunto instrumental
- 1974 Villancico das Palmas, para voz e piano; existe versão para voz e conjunto instrumental
- 1975 Cervantinas, ciclo de canções para voz e piano
  - Rodada de San Juan
  - Marinheiro sou de amor
  - A inútil guarda
  - Um soneto
  - O papel morisco
  - Villancico Trastocado
  - Canto aos olhos
  - Elogio a Valencia
  - A porta florida
  - Cantarcillo burlesco
- 1979 Cantar de amanhecida, para voz e guitarra (de Endechas e cantares de Sepharad)
- 1979 Cantar de marinheiro, para voz e guitarra (de Endechas e cantares de Sepharad)
- 1979 Endechas e cantares de Sepharad, ciclo de canções para voz e guitarra (1974-1979); os títulos indicam-se no ano de composição
- 1982 Cinc cançons de bres, ciclo de canções para voz e piano (1945-1982)
  - Lhes campanes
  - A llar
  - Mareta
  - Tão tarantan
  - Dorm!
- 1985 Cants ao capvespre, ciclo de canções para voz e piano
  - Novembre
  - Paisatge nocturn
  - Encara uma vegada
  - Vent de Ponent
  - Pels camins do silenci
  - Profunds meandres da não-rês
  - Quan m’acomiadaré de teu
- 1986 Acalma de mar, para voz e piano
- 1986 Canturel·lhes de mare, ciclo de canções para voz e piano
  - Per adormir o grumet
  - O moro Muça
  - Ninc nanc
  - A cuca fera
  - O voladoret
- 1986 Desig, para voz e piano
- 1988 Cantilenes do Roselló, ciclo de canções para voz e piano (1987-1988)
  - O desig
  - É o maig
  - A Primavera
  - Els cant d’ocells
  - Três roses
  - À font gelada
- 1988 Els Asfòdels, ciclo de canções para voz e piano (1986-1988)
  - Els asfòdels
  - O temps
  - Miratge de demora-a
  - A cambra
  - Enllà de l’origem
  - Anhel
  - Petit retaule d’amor
- 1988 Per a ninar-te, para voz e piano
- 1995 Ram de núvia, para voz e orquestra de corda; existe versão para voz e piano
- 1997 Flor de taronger, para voz e orquestra de corda; existe versão para voz e piano
- 1997 Nupcial, para voz e orquestra de corda; existe versão para voz e piano
- 1997 L’amor Somniat, para voz e piano
- 1998 Canastrell, para voz e piano

### Coral
- 1933 Com és a lluna para coro misto a seis vozes (Fora de catálogo)
- 1947 Plany per a mort de Falha Cantata para barítono solista, coro misto e orquestra
- 1962 Ai! Fortuna para coro a quatro vozes graves (do villano em seu rincão)
- 1962 As avellanicas para coro de três vozes iguais (do villano em seu rincão)
- 1964 Nadala joiosa, para coro a quatro vozes mistas. Existe versão para coro de três vozes iguais e para voz e piano, pertence ao ciclo Planys, cançons i uma nadala
- 1966 Missa de Lledó, para coro misto e conjunto instrumental; também existe versão para coro misto e órgão
- 1966 Vent d’outubro, para coro a quatro vozes mistas
- 1967 Sino para coro a quatro vozes mistas (Fora de catálogo)
- 1967 Canções populares infantis para coro de vozes brancas ao uníssono ou a duas vozes e conjunto instrumental Orff (Fora de catálogo)
- 1967 Cantata de l’ocell, para coro a quatro vozes mistas
- 1968 Nadala da crida, para coro a quatro vozes mistas
- 1968 Nadala de lles abelles, para coro a quatro vozes mistas; também há versão para coro de três vozes iguais
- 1969 Cançons per à nit, para coro a quatro vozes mistas
- 1969 Nadala constant, para coro a quatro vozes mistas
- 1969 Nadala tendra, para coro a quatro vozes mistas
- 1970 Cançoneta, para coro de três vozes iguais
- 1970 Campanitas de Belém, para coro a quatro vozes mistas; também há versão para coro de três vozes iguais
- 1970 Vento, voz, álamo para coro a quatro vozes mistas
- 1971 Nadala de lhes esquelles, para coro de três vozes iguais
- 1972 Nadala da nit-dia, para coro a quatro vozes mistas
- 1973 Davall vostre mantell, para coro ao uníssono e órgão
- 1974 Lhes hores, cantata para barítono, coro misto e orquestra
- 1975 Galania, para coro a quatro vozes mistas (de Els dotze estels)
- 1975 Nadala de l’amistat, para coro a quatro vozes mistas
- 1976 A o·leluia, para coro a quatro vozes mistas, pertence à representação cénica do Betlem da Pigà; também existe a versão para coro a quatro vozes iguais.
- 1976 Prec de Nadal, para coro a quatro vozes mistas
- 1976 Cançoneta da lluna, para coro de três vozes iguais; como peça para coro a quatro vozes mistas pertence à obra Els dotze estels
- 1976 Convocatòria, para coro a quatro vozes mistas (de Três poemes de Tagore)
- 1976 Invitació, para coro a quatro vozes mistas (de Três poemes de Tagore)
- 1976 Nadala dels xiquets, para coro a três vozes iguais
- 1976 Nadala primerenca, para coro a quatro vozes mistas
- 1976 Vaixells de paper, para coro a quatro vozes mistas (de Três poemes de Tagore); também em versão para coro de três vozes iguais
- 1978 Nadala dels codonys, para coro a quatro vozes mistas
- 1979 Nadala do desert, para coro a quatro vozes mistas, sobre texto de Miquel Peris i Segarra
- 1979 Nadala dels mariners, para coro a quatro vozes mistas
- 1980 Cançoneta per a Paula, para coro a quatro vozes mistas
- 1980 Endreça, para coro a quatro vozes mistas (de Els dotze estels)
- 1980 Invocació à Mare de Déu de Lledó, para coro a quatro vozes mistas
- 1980 Missa de Perot, para coro misto, flauta, obóe e sensata
- 1980 Três cançons corals, para coro a quatro vozes mistas (Fora de catálogo)
- 1981 Albada, para coro a quatro vozes mistas (de Els dotze estels)
- 1981 Cançoneta per a Berta, para coro a quatro vozes mistas
- 1981 Crit da terra, para coro a quatro vozes mistas (de Els dotze estels)
- 1981 Do de l’amor, para coro a quatro vozes mistas (de Els dotze estels)
- 1981 Dorm-te nina roseta, para coro a quatro vozes mistas
- 1981 Invocacions, para coro a quatro vozes mistas (de Els dotze estels)
- 1981 A cançó de l’arbre, adaptação para coro a quatro vozes mistas da obra original de Gaetà Huguet e Vicent Ripollés, para coro unisonal de meninos e piano
- 1981 Nin, ninet, para coro a quatro vozes mistas
- 1981 Salve, para coro a quatro vozes mistas (de Els dotze estels)
- 1981 Seguidilles madaleneres, para coro unisonal e rondalla
- 1982 Xaranga marinera, para coro unisonal e conjunto
- 1982 Nadala garrida, para coro a quatro vozes mistas
- 1982 Salve gojosa, para coro a quatro vozes mistas, sobre texto de Manuel Villarreal
- 1983 Nadala cordial, para coro a quatro vozes mistas
- 1983 Nadala do llir, para coro a quatro vozes mistas
- 1983 Marxa festera, para dois dulzainas, coro a duas vozes, guitarra e tabal
- 1984 Cant à terra nativa, Cantata para barítono solista, coro misto e conjunto instrumental, sobre texto de Rafael Caria
- 1984 Càntic de lhes creatures, para coro a quatro vozes mistas
- 1984 Gènesi, para coro a quatro vozes mistas (de Els dotze estels)
- 1984 Goigs em lloança do gloriós San Francesc da Font, para coro ao uníson oy órgão
- 1984 Gota de rosada, para coro a quatro vozes mistas (de Els dotze estels)
- 1984 Precs, para coro a quatro vozes mistas (de Els dotze estels) Traspasso para coro a quatro vozes mistas
- 1984 Verge aimia, para coro a quatro vozes mistas (de Els dotze estels)
- 1985 Deixeu a terra, para coro a quatro vozes mistas, sobre texto de Jacint Heredia
- 1985 Goigs em lloança do gloriós Sant Blai, para coro ao unísono e órgão
- 1985 Nadal a l’Alguer, para coro a quatro vozes mistas, sobre texto de Rafael Caria
- 1985 Ou sacrum convivium, para coro a quatro vozes mistas
- 1985 Sento a mar, para coro a quatro vozes mistas (de Tríptic de l’Alguer)
- 1985 Sóc alguerès, para coro a quatro vozes mistas (de Tríptic de l’Alguer)
- 1985 Terra mia, para coro a quatro vozes mistas (de Tríptic de l’Alguer)
- 1986 Cantarella, para coro a quatro vozes mistas
- 1986 O roure de Serrabona, para coro a quatro vozes mistas (de Cinc sardanes vegetals) sobre texto de Josep Sebastià Pons
- 1986 A carrasca de Culla, para coro a quatro vozes mistas (de Cinc sardanes vegetals) sobre texto de Miquel Peris i Segarra
- 1986 Missa humil, para coro a quatro vozes mistas e órgão
- 1986 Nadal, para coro a quatro vozes mistas
- 1986 Nadal ao Roselló, para coro a quatro vozes mistas
- 1986 Xiprers de Sinera, para coro a quatro vozes mistas (de Cinc sardanes vegetals) sobre texto de Salvador Espriu
- 1987 O pi de Formentor, para coro a quatro vozes mistas (de Cinc sardanes vegetals) sobre texto de Miquel Costa i Llovera
- 1987 Oliveres d l’Alguer, para coro a quatro vozes mistas (de Cinc sardanes vegetals) sobre texto de Rafael Caria
- 1988 Cançó de bressol, para coro a quatro vozes mistas
- 1988 Nadala de l’ermita, para coro a quatro vozes mistas, sobre texto de Jacint Heredia
- 1993 Salve ao Mas do Nabero, para coro a quatro vozes mistas
- 1995 Missa per l’amistat, para coro a quatro vozes mistas e órgão; existe versão de vces mistas e conjunto instrumental
- 1996 L’harpa de três cordes, para coro a quatro vozes mistas
- 1997 Epitalami, para coro a quatro vozes mistas e flauta
- 1999 Epitalami II, para coro a quatro vozes mistas e flauta
- 1999 A famosa representação da Assunção de Nossa Senhora aos Céus, para soprano, coro misto, harpa e violoncelo

### Música de câmara e instrumental
- 1930 Peças de minha infância, colecção de dezassete peças paraa violín e piano e quatro peças para piano sozinho (Fora de catálogo)
- 1945 Marxa da ciutat, para conjunto instrumental de metais e timbal; existe versão para quatro dulzainas e tabal e para cuarteto de corda
- 1980 Dansa, adaptação para guitarra da obra original de Vicent Asencio para piano
- 1987 Vers a Lledó, para órgão
- 1988 Tocates i danses em estil popular, para dulzaina e tabal
- 1989 Homenatge a Mistral, per a guitarra
- 1994 Tocata per a Tractat d’Almirra, para dulzaina e tabal
- 1994 Tocates i dances em estil popular, para dulzaina e tabal

### Orquestra
- 1935 Serenata medieval para orquestra de corda (Fora de catálogo)
- 1937 Romance da lua, Balet, (Fora de catálogo)
- 1940 Marxa do Rei Barbut (existe versão para piano e para banda de música, esta última obra de Josep Ferriz)
- 1953 O segoviano esquivo, Balet,
- 1954 Sortilegio da lua, Balet,
- 1956 Blancanieve, Ballet
- 1958 O rouxinol e a rosa, Balet,

### Ópera
- 1941 A filla do Rei Barbut, Ópera bufa. Estreada em Castellón da Plana com motivo das Festas da Magdalena no ano 1943.
- 1948 Retablo de Natal, cantata escénica
- 1973 Vinatea, Opera - libreto: Xavier Casp - orquestación em colaboração com Vicent Asencio. Estreada no Grande Teatre do Liceu de Barcelona o 19 de janeiro de 1974.
- 1979 Betlem da Pigà, representação escénica

### Música incidental
- 1950 A apaixonada do Rei
- 1950 As mocedades do Cid
  - Romance “por ganhar a Calahorra”
  - Romance dos casamentos
- 1961 O anzol de Fenisa
- 1962 O villano em seu rincão
- 1962 Entremeses de Cervantes
- 1962 A viúva valenciana
- 1966 O lago e a corza
- 1972 Auto de cantare-los

## Distinções
- 1945 Marcha da Cidade de Castellón, adoptada como hino oficial no ano 1987.
- 1964 Prémio Joan Senent por Planys, cançons i uma nadala.
- 1967 Prémio Joaquín Rodrigo de composição coral por Cantada de l'ocell.
- 1973 Prémio Joaquín Rodrigo de composição coral por Vento, voz, álamo.
- 1979 Prémio de Música Cidade de Castellón por Cançoner da Ciutat i terme de Castelló.
- 1979 Prémio Colós do País Valencià
- 1984 Prémio de actuação cívica catalã da Fundação Jaime I de Barcelona.
- 1986 Voladoret d'Or da Colla do Rei Barbut, na primeira edição deste prémio.[2]
- 1988 Inauguração do Centro Cultural Matilde Salvador de Aldaia (Valência).
- 1989 A Prefeitura de Benicasim dedica-lhe uma rua.
- 1993 Prémio Senyera de Jaume I da Comissão Cívica Jaime I de Castellón.
- 1995 A Akademia Cantos et Fidis do Alguer (Cerdeña-Itália) põe a seu coro o nome de Cor Matilde Salvador.
- 1995 IES Matide Salvador em Castelló da Plana.
- 1996 Valenciana do Ano da Fundação Huguet de Castellón.
- 1997 Distinção ao Mérito Cultural da Generalidade Valenciana.
- 1998 A Prefeitura de Onda dedica-lhe uma rua.
- 1998 Medalha de Ouro da Universidade Jaime I de Castellón.
- 1999 Porrot d'Honra de lhes Lletres Valencianes de Cadeira.
- 2001 Medalha de Ouro da Universidade de Valência.
- 2004 Mulher do ano de Castellón da Plana.
- 2005 Cruz de Sant Jordi da Generalidade de Cataluña.
- 2007 A Prefeitura de Castellón dedica-lhe uma rua.

## Referencias
1. ↑  Fuente: Diario Mediterráneo de Castellón, 9 de marzo de 2004.
2. ↑  Relación de galardonados con el Voladoret d'Or Arquivado em 8 de abril de  2011, no Wayback Machine., Reconocimiento otorgado por la Colla del Rei Barbut.